# Brachymeria jambolana
Brachymeria jambolana  (лат.) — вид мелких хальциноидных наездников рода Brachymeria из семейства Chalcididae. Юго-Восточная Азия: Вьетнам, Индия, Индонезия.

## Описание
Среднего размера перепончатокрылые хальциды, длина 4,3 — 4,9 мм. Основная окраска чёрная (ноги с желтоватыми отметинами; задние бёдра в основном чёрные). Внешний вентральный край задних бёдер с несколькими зубцами. Усики 13-члениковые. Лапки 5-члениковые. Грудь выпуклая. Задние бёдра утолщённые и вздутые.
Паразитирует на куколках различных бабочек (Lepidoptera), в том числе Danaus sp. (Danaidae); Orgya postica (Walker) (Lymantriidae); Cerea subtilis Walker (Noctuidae); Papilio agamemnon (Linnaeus) (Papilionidae).
Вид был впервые описан в 1942 году британским энтомологом Чарльзом Джозефом Гаханом, а его валидный статус подтверждён в 2016 году индийским энтомологом академиком Текке Куруппате Нарендраном (Narendran T.C.; Zoological Survey Of India, Калькутта, Индия) и голландским гименоптерологом К. ван Ахтенбергом (Cornelis van Achterberg; Naturalis, Лейден, Нидерланды) по материалам из Вьетнама.